# حسن ربيع (لاعب كرة قدم عماني)
حسن ربيع الحوسني، من مواليد 1 فبراير 1984، لاعب كرة قدم عماني.
بدأ مسيرتة الكروية بنادي مجبس العماني ثم اعير إلى نادي السويق بعمان إلى أن وصل إلى النادي النصر السعودي وبعدها إلى الشباب العماني .
تألق بكأس الخليج مؤخرا بعمان وسجل ثلاث اهداف على المنتخب العراقي وهدف بمرمى المنتخب القطري وتوج هداف للبطولة .
بدأت العروض الاحترافية تنهال على المهاجم العماني حسن ربيع، حيث تحدثت تقارير صحافية محلية عن اهتمام أندية سعودية و إماراتية وقطرية باللاعب حيث وقع أخيرا مع نادي النصر السعودي بنظام الإعارة .

## روابط خارجية
- حسن ربيع على موقع الاتحاد الدولي (مؤرشف)  (الإنجليزية)
- حسن ربيع على موقع قاعدة بيانات كرة القدم.إي يو (الإنجليزية)
- حسن ربيع على موقع ناشيونال فوتبول تيمز (الإنجليزية)
- حسن ربيع على موقع Soccerway.com (الإنجليزية)
- حسن ربيع على موقع عالم كرة القدم.نت (الإنجليزية)
- حسن ربيع على موقع كووورة